# Afek Tounes
Afek Tounes (en árabe: آفاق تونس; lo que se traduciría como El Horizonte de Túnez) es un partido político tunecino de centroderecha. Su programa es en gran medida socioliberal, centrándose en el laicismo y las libertades civiles. El partido recurre generalmente a los intelectuales y la clase alta tunecina. El expresidente Moncef Marzouki acusó al partido de tener relación con la disuelta Agrupación Constitucional Democrática (que bajo distintos nombres había gobernado de forma autoritaria el país desde 1956 hasta 2011). El partido respondió afirmando que la declaración de Marzouki era "inadecuada" y desgradable.
Fundado durante la revolución tunecina, en marzo de 2011, el partido sufrió grandes pérdidas el 3 de noviembre de 2011 luego de la renuncia de varios miembros clave de su fundación como su portavoz Emna Menif, su Secretario General Mustapha Mezghani, Sami Zaoui, Hela Hababou y otros trece miembros. En 2012, inició negociaciones con otros partidos para formar lo que sería una "gran coalición de centro", estableciéndose el Partido Republicano, ese mismo año. Sin embargo, en agosto de 2013, Yassine Brahim y otros se separaron para revivir Afek Tounes.
En las elecciones legislativas posteriores a la revolución, obtuvo cuatro escaños en la Asamblea Constituyente, y en las elecciones posteriores a la sanción de la nueva constitución, en 2014, aumentó a ocho. Formó parte del gobierno de Habib Essid (del partido también laicista Nidaa Tounes) entre 2015 y 2016.

## Resultados legislativos
| Año                                   | # de votos             | % de votos             | # de escaños           | +/–                    | Posición               |
| Asamblea Constituyente                | Asamblea Constituyente | Asamblea Constituyente | Asamblea Constituyente | Asamblea Constituyente | Asamblea Constituyente |
| ------------------------------------- | ---------------------- | ---------------------- | ---------------------- | ---------------------- | ---------------------- |
| 2011                                  | 76.488                 | 1.9%                   | 4/217                  |                        | En la oposición        |
| Asamblea de Representantes del Pueblo |                        |                        |                        |                        |                        |
| 2014                                  | 102.916                | 3.0%                   | 8/217                  | 4                      | En el gobierno         |
| 2019                                  | 43.892                 | 1.5%                   | 2/217                  | 6                      | En la oposición        |